# Elibia linigera
Elibia linigera is een vlinder uit de familie van de pijlstaarten (Sphingidae). De wetenschappelijke naam van de soort werd in 1875 gepubliceerd door Jean Baptiste Boisduval.